# 四川列当
四川列当（学名：Orobanche sinensis）为列当科列当属下的一个种。其种加词“sinensis”意为“中华的”。